# 守護大名
守護大名（しゅごだいみょう）は、軍事・警察権能だけでなく、経済的権能をも獲得し、一国内に領域的・一円的な支配を強化していった室町時代の守護を表す日本史上の概念。守護大名による領国支配の体制を守護領国制という。15世紀後期 - 16世紀初頭ごろに一部は戦国大名となり、一部は没落していった。

## 概要

### 鎌倉時代
鎌倉時代における守護の権能は御成敗式目に規定があり、大犯三ヶ条の検断（御家人の義務である鎌倉・京都での大番役の催促、謀反人の捜索逮捕、殺害人の捜索逮捕）および大番役の指揮監督という軍事・警察面に限定され、国司の権限である国衙行政・国衙領支配に関与することは禁じられていた。

### 室町時代
室町幕府が成立すると、鎌倉幕府の守護制度を継承した。当初、守護の職権については鎌倉期と同じく大犯三ヶ条の検断に限定されていたが、国内統治を一層安定させるため、1346年（南朝：正平元年、北朝：貞和2年）幕府は刈田狼藉の検断権と使節遵行権を新たに守護の職権へ加えた。刈田狼藉とは土地の所有を主張するために田の稲を刈り取る実力行使であり、武士間の所領紛争に伴って発生した。使節遵行とは幕府の判決内容を現地で強制執行することである。これらの検断権を獲得したことにより、守護は、国内の武士間の紛争へ介入する権利と、司法執行の権利の2つを獲得することとなった。また、当初は現地の有力武士が任じられる事が多かった守護の人選も、次第に足利将軍家の一族や譜代、功臣の世襲へと変更されていく。
1352年（南朝：正平7年、北朝：文和元年）、観応の擾乱における軍事兵粮の調達を目的に、国内の荘園・国衙領から年貢の半分を徴収することのできる半済の権利が守護に与えられた。当初、半済は戦乱の激しい3国（近江・美濃・尾張）に限定して認められていたが、守護たちは半済の実施を幕府へ競って要望し、半済は次第に恒久化され、各地に拡がっていく。1368年（南朝：正平23年、北朝：応安元年）に出された応安の半済令は、従来認められていた年貢の半分割だけでなく、土地自体の半分割をも認める内容であり、この後、守護による荘園・国衙領への侵出が著しくなっていった。さらに、守護は荘園領主らと年貢納付の請け負い契約を結び、実質的に荘園への支配を強める守護請（しゅごうけ）も行うようになった。この守護請によって、守護は土地自体を支配する権利、すなわち下地進止権（したじしんしけん）を獲得していく。
また、朝廷や幕府が臨時的な事業（御所造営など）のため田の面積に応じて賦課した段銭や、家屋ごとに賦課した棟別銭の徴収は、守護が行うこととされた。守護はこの徴収権を利用して、独自に領国へ段銭・棟別銭を賦課・徴収し、経済的権能をますます強めていった。
守護は以上のように強化された権限を背景に、それまで国司が管轄していた国衙の組織を吸収し、国衙の在庁官人を被官（家臣）として組み込むと同時に、国衙領や在庁官人の所領を併合して、守護直轄の守護領（しゅごりょう）を形成した。
またこれと並行して、守護は強い経済力をもって、上記の在庁官人の他、国内の地頭・名主といった有力者（当時、国人と呼ばれた）をも被官（家臣）にしていった。この動きを被官化というが、こうして守護は、土地の面でも人的面でも、国内に領域的かつ均一な影響力（一円支配）を強めていった。
こうした室町期の守護のあり方は、軍事・警察的権能のみを有した鎌倉期守護のそれと大きく異なることから、室町期守護を指して守護大名と称して区別する。また、守護大名による国内の支配体制を守護領国制という。ただし、守護大名による領国支配は、後世の大名領国制と比べると必ずしも徹底したものではなく、畿内を中心に、国人層が守護の被官となることを拒否した例も、実際には多く見られる。また、幕府も荘園制度の解体や守護の権力強化は望ましいとは考えておらず、有力守護大名に対して度々掣肘を加えている。
室町中期までに、幕府における守護大名の権能は肥大化し、幕府はいわば守護大名の連合政権の様相を呈するようになる。当時の有力な守護大名には、足利将軍家の一族である斯波氏・畠山氏・細川氏をはじめ、外様勢力である山名氏・大内氏・赤松氏など数ヶ国を支配する者がいた。これら有力守護は、幕府に出仕するため継続して在京することが多く、領国を離れる場合や多くの分国を抱える場合などに、守護の代官として国人や直属家臣の中から守護代を置いた。さらに守護代も小守護代を置いて、二重三重の支配構造を形成していった。なお、東国の守護は京都ではなく、鎌倉府のある鎌倉に出仕していた。これを在倉制と称する。
これに対して幕府の将軍も自らの側近を従来の奉公衆・奉行衆とともに守護大名家の庶流にも求め、庶流出身の側近に宗家とは別箇に守護職の地位を与える場合もあった。彼らの補佐のもとに将軍の親裁権を高めるとともに守護大名家の分裂と弱体化を誘った。この路線は守護大名の強力な後ろ盾の下に足利将軍家を継いだ足利義持の頃から見られその後継者に継承されるが、守護大名家の分裂と弱体化には一定の成果が見られたものの、肝心な将軍の親裁権強化は有力守護大名の抵抗を前に困難を極め、室町幕府の権力基盤を弱めたばかりではなく、嘉吉の乱や応仁の乱の原因の一つとなった。

### 戦国時代へ
応仁の乱の前後から、守護大名同士の紛争が目立って増加した。それに歩調を合わせるように、国人層の独立志向（国人一揆など）が顕著に現れるようになった。これらの動きは、一方では守護大名の権威の低下を招いたが、また一方で守護大名による国人への支配強化へとつながっていった。そして、1493年（明応2年）の明応の政変前後を契機として、低下した権威の復活に失敗した守護大名は、守護代・国人などにその地位を奪われて没落し、逆に国人支配の強化に成功した守護大名は、領国支配を一層強めていった。
こうして室町期の守護のうち領国や家中の統一に成功した守護や、守護家に代わり地域支配を成し遂げた守護代・国人は、独自の領域支配や軍事・外交的行動を行う戦国大名へと変質・成長し、戦国大名の出現をもって「戦国時代」の時代呼称が行われている。
戦国期においても室町将軍体制は一定の影響を保っており、室町将軍の御分国であった畿内や西国には守護家出身の戦国大名が多く、東国には駿河今川氏や甲斐武田氏など守護大名出自の戦国大名家のほか、非守護家でありつつも広域支配を行った後北条氏や、関東・東北地方では郡単位の地域勢力が分立するなど地域的特徴をもつ。戦国期における守護権威の位置づけについては諸説あるが、おおむね一定の影響力はもちつつも、戦国大名は室町将軍に認証される守護権威に左右されない独自の大名権力を有していた点も指摘される。また、斯波氏の一家臣から正式の守護に転じて数代を経た越前朝倉氏のような少数例も存在する。
それに対応する形で、守護は国府付近に構えていた平地の守護所を、山城およびその山麓の館に移し防衛力を強化した。戦国時代は下位の者が上位者に取って代わる下剋上の時代とされているが、実際にはかなりの守護大名も城郭を構えて戦国大名への転身を遂げていた。

### 織豊政権・江戸時代へ
室町幕府の滅亡後、織豊政権や江戸幕府の統一政権によって承認された地域勢力は近世大名となった。守護大名家のうち近世大名として残存できた家は、上杉家、結城家、京極家、和泉細川家、小笠原家、島津家、佐竹家、宗家の8家と、室町時代の末期に守護に任命された伊達家、毛利家を合わせた計10家にとどまる。さらに江戸期まで守護の地に踏みとどまれたのは島津家（薩摩・大隅・日向守護→薩摩鹿児島藩）、伊達家（陸奥守護→陸奥仙台藩）、毛利家（長門・周防守護→長門萩藩）、宗家（対馬守護→対馬厳原藩）のみである。京極家（出雲守護→出雲松江藩）と小笠原家(信濃守護→信濃飯田藩)は一時的にだが旧守護地に戻れた時期があった。本領を失った大名のうち、山名家、河内畠山家、能登畠山家、駿河今川家、甲斐武田家、土岐家、大友家は交代寄合や高家として存続した。

### 補足
なお、室町時代当時においては、「守護」と「大名」の言葉は明確に区別して用いられていた。室町幕府関係の古文書を参照すると、同じ守護大名を指す場合でも大犯三ヶ条を始めとして軍役や徴税など守護の管国内における職務に関する活動についての文書には「守護」と呼称され、管国以外の国や国政全般に関する活動についての文書には「大名」と呼称されていた。つまり室町時代当時において守護、あるいは大名と呼ばれる存在を、後世の歴史用語として守護大名と呼称している訳である。

## 守護大名の一覧
太字は足利氏一門
- 斯波氏 - 尾張・越前・遠江・越中・加賀・信濃
- 畠山氏 - 河内・能登・越中・紀伊・山城
- 細川氏 - 和泉・摂津・丹波・備中・淡路・阿波・讃岐・伊予・土佐
- 一色氏 - 三河・若狭・丹後・伊勢（北）・志摩・山城・尾張
- 赤松氏 - 摂津・播磨・美作・備前
- 京極氏 - 出雲・隠岐・飛騨
- 山名氏 - 但馬・因幡・伯耆・石見・備後・安芸・播磨・美作
- 北畠氏 - 伊勢（南）
- 土岐氏 - 美濃・伊勢
- 朝倉氏 - 越前
- 今川氏 - 遠江・駿河
- 大崎氏 - 若狭・（陸奥）
- 伊達氏 - 陸奥（追加設置）
- 武田氏 - 甲斐・信濃・若狭・安芸
- 小笠原氏 - 信濃・阿波
- 上杉氏 - 相模・伊豆・上総・武蔵・上野・越後
- 佐竹氏 - 常陸
- 六角氏 - 近江
- 仁木氏 - 伊賀
- 宇都宮氏 - 下野
- 小山氏 - 下野
- 結城氏 - 下野
- 千葉氏 - 下総
- 富樫氏 - 加賀
- 大内氏 - 石見・安芸・周防・長門・筑前・豊前
- 尼子氏 - 出雲・伯耆・因幡・美作・備前・備中・備後・隠岐
- 毛利氏 - 安芸・周防・長門・備後・備中
- 河野氏 - 伊予
- 渋川氏 - 肥前
- 大友氏 - 豊後・豊前・筑後
- 少弐氏 - 筑前・肥前・豊前
- 阿蘇氏 - 肥後
- 菊池氏 - 肥後
- 島津氏 - 日向・大隅・薩摩
- 宗氏 - 対馬
- （興福寺） - 大和